# Maury Muehleisen
Maury Muehleisen, né le 14 janvier 1949 à Trenton (New Jersey) et mort le 20 septembre 1973 à Natchitoches (Louisiane), est un guitariste et auteur-compositeur-interprète américain, principalement connu pour sa collaboration avec le chanteur Jim Croce.

## Biographie

### Enfance
Maury Muehleisen naît le 14 janvier 1949, au sein d'une famille nombreuse habitant Trenton, dans le New Jersey. Il s'initie au piano dès l'âge de neuf ans et apprend la guitare à dix-sept ans.

### Carrière
Après avoir écrit quelques chansons, Muehleisen est repéré par les producteurs Terry Cashman et Tommy West, qui lui proposent de réaliser un premier album. Gingerbreadd paraît en novembre 1970 chez Capitol Records ; il s'agit de son seul album studio en solo.
Par l'intermédiaire d'un ami commun, il rencontre à cette époque Jim Croce. Ce dernier se produit alors occasionnellement dans des bars, consacrant le reste de son temps à des emplois alimentaires. Muehleisen, maintenant fort d'une certaine notoriété sur la scène folk de Philadelphie, l'invite à l'accompagner à la guitare sur scène.
Peu à peu, son influence sur les compositions de Croce se fait ressentir, donnant naissance aux trois albums You Don't Mess Around with Jim, Life and Times et I Got a Name, marqués par des sonorités plus proches du folk. Ceux-ci connaissent un immense succès : en moins trois ans, Jim Croce devient un chanteur d'envergure nationale et part en tournée à travers les États-Unis, Muehleisen l'accompagnant sur scène à la guitare et au chant.

### Mort accidentelle
Le 20 septembre 1973, après un concert à l'Université d'État Northwestern de Natchitoches en Louisiane, Maury Muehleisen, accompagné de Jim Croce et de leur équipe, embarque à bord d'un bimoteur Beech 18S censé atterrir à Sherman, au Texas. Arrivé à pleine vitesse en bout de piste, l'avion ne décolle pas et s'écrase contre un arbre. Tous les passagers meurent sur le coup.
Les rapports concernant l'accident font état d'une maladie coronarienne dont souffrait le pilote. Ce dernier ayant couru sur près de 5 kilomètres peu avant le vol, il aurait potentiellement été victime d'une crise cardiaque au moment du décollage.

## Discographie

### Album studio
- 1970 : Gingerbreadd (Capitol Records, ST 644)

### Compilation
- 2006 : Before the Ever Since: Early recordings (1969-1970)